# Andrena brasiliensis
Andrena brasiliensis là một loài Hymenoptera trong họ Andrenidae. Loài này được Vachal mô tả khoa học năm 1901.